# Italac
Italac Alimentos é um grupo industrial goiano do ramo de laticínios. Em 2020, foi considerada a marca de lácteos mais comprada do Brasil e está entre as três marcas de bens de consumo mais escolhidas pelos brasileiros.

## História
Fundada em janeiro de 1996, pelos irmãos Claudio Teixeira, Márcio, Jerônimo, Sérgio e Alexandre, a Goiasminas, detentora da marca Italac, inaugurou a primeira unidade fabril na cidade de Corumbaíba (GO), produzindo queijo Mussarela, produto comercializado pela empresa até hoje.
Em poucos anos aumentou sua linha de produtos, lançou o leite Longa Vida, nas versões Integral, Semi e Desnatado – produtos que rapidamente se revelaram um sucesso de vendas no país e tornaram-se referência de qualidade. Desde então, vem conquistando diariamente, mais espaços nas gôndolas e na lembrança dos consumidores.
Com unidades processadoras de leite e fabricação de queijos nos Estados de Goiás, Minas Gerais, Pará, Rondônia e Rio Grande do Sul, a Italac é hoje uma das grandes empresas do setor de laticínios no Brasil. Em outubro de 2009, foi inaugurada a usina de beneficiamento da Italac Passo Fundo, que produz leite longa vida para distribuição no Sul e Sudeste do país. O empreendimento aumentou em 17% a capacidade de processamento da Italac Alimentos, para 4,1 milhões de litros por dia.